# 日本新薬
日本新薬株式会社（にっぽんしんやく, 英: Nippon Shinyaku Co., Ltd.）は、京都市南区吉祥院西ノ庄門口町に本社を置く日本の製薬会社である。

## 会社概要
- 主に医家向け医薬品および機能食品の製造・販売を行っている。
- 泌尿器系や血液腫瘍領域を強みとしており、近年は核酸医薬品の研究開発に力を入れている。

## 沿革
- 1911年 市野瀬潜が京都新薬堂を創業。
- 1919年 個人経営であった京都新薬堂を内貴清兵衛と共に日本新薬株式会社を創立・営業開始。
- 1934年 ミブヨモギを原料とするサントニン製造法特許登録。
- 1940年 駆虫薬サントニンの国産化に成功し、販売を開始。
- 1949年 京都証券取引所に上場。
- 1953年 山科薬用植物研究所開設。
- 1954年 西大路総合工場竣工。
- 1956年 大阪証券取引所に上場。
- 1961年 食品部新設。
- 1962年 東京証券取引所に上場。
- 1964年 小田原工場(現・小田原総合製剤工場)竣工。
- 1982年 中央研究所竣工。
- 1991年 ドイツ・デュッセルドルフ事務所を開設。
- 1997年 東部創薬研究所竣工。
- 1997年 ニューヨーク事務所を開設。
- 1999年 米国子会社 (NS Pharma,Inc.) を設立。
- 2009年 創立90周年を機に「日本新薬こども文学賞[1]」創設。
- 2011年 中国 北京事務所開設。
- 2012年 欧州拠点を英国ロンドン事務所に移転。
- 2016年 本社敷地内に治験原薬製造棟竣工。
- 2017年 小田原総合製剤工場に高生理活性固形製剤棟竣工。
- 2019年 日本新薬創立100周年 記念事業「きらきら未来ゴー！」始動
- 2021年 北京艾努愛世医薬科技有限公司、天津艾努愛世医薬有限公司設立。

## 経営理念等

### 経営理念
- 人々の健康と豊かな生活創りに貢献する

### 経営方針
- 高品質で特長のある製品やサービスを提供する（顧客）
- 社会からの信頼を得る（社会）
- 一人ひとりが成長する（社員）

### 企業スローガン
- 新しい生きるを、創る。

## 事業所

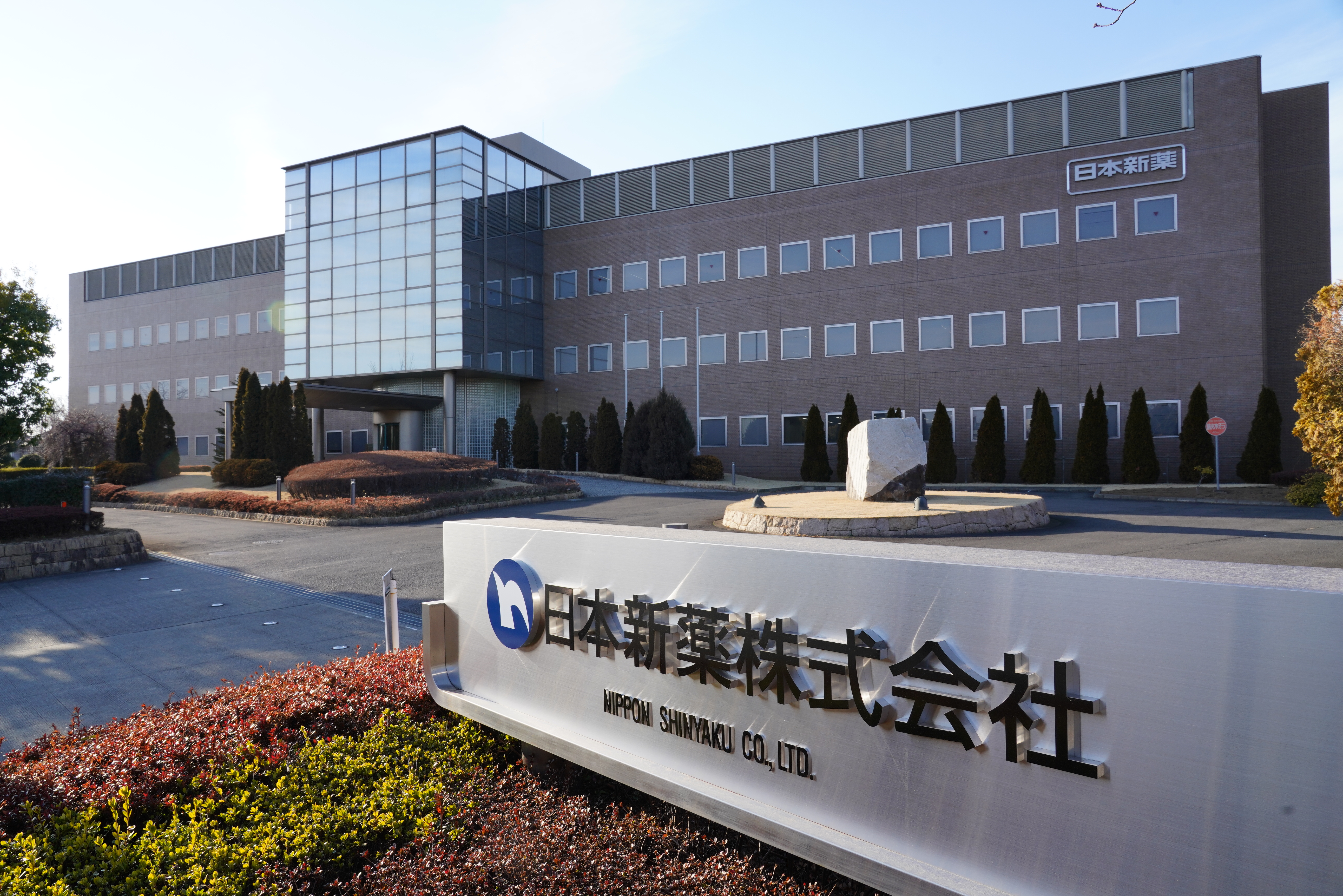
東部創薬研究所（2019年2月撮影）

### 主要拠点
- 本社（京都市南区）
- 札幌支店（札幌市西区）
- 東北支店（仙台市青葉区）
- 関越支店（高崎市八島町）
- 東京支社（東京都中央区）
- 千葉埼玉支店（さいたま市大宮区）
- 横浜支店（横浜市港北区）
- 名古屋支店（名古屋市東区）
- 京滋北陸支店（京都市伏見区）
- 関西支店（大阪市中央区）
- 中四国支店（広島市中区）
- 九州支店（福岡市博多区）

### 研究所
- 創薬研究所（京都市南区）
- 東部創薬研究所（茨城県つくば市桜）
- 食品開発研究所（京都市南区）
- 山科植物資料館（京都市山科区）

### 工場
- 小田原総合製剤工場（神奈川県小田原市）

### 日本国外
- NS Pharma,Inc（アメリカ・ニュージャージー州）
- 北京艾努愛世医薬科技有限公司（中国・北京）
- 天津艾努愛世医薬有限公司（中国・天津）
- London Office（イギリス・ロンドン）

## 主要商品

### 泌尿器科用薬剤
- ザルティア（前立腺肥大症に伴う排尿障害改善剤）
- シアリス（勃起不全（ED）治療剤）
- エストラサイト（前立腺癌治療剤）
- ブラダロン（頻尿治療剤）
- エビプロスタット（前立腺肥大症治療剤）

### 血液内科用薬剤
- ジャイパーカ（他のBTK阻害剤に抵抗性又は不耐容の再発又は難治性のマントル細胞リンパ腫）
- ビキセオス（高リスク急性骨髄性白血病治療剤）
- デファイテリオ（肝類洞閉塞症候群（肝中心静脈閉塞症）治療剤）
- ガザイバ（CD20陽性の濾胞性リンパ腫・CD20陽性の慢性リンパ性白血病治療剤）
- ビダーザ（骨髄異形成症候群治療剤・急性骨髄性白血病治療剤）
- アムノレイク（再発・難治性急性前骨髄球性白血病治療剤）
- トリセノックス（再発・難治性急性前骨髄球性白血病治療剤）
- キロサイドＮ（再発・難治性急性白血病・悪性リンパ腫治療剤）
- キロサイド（代謝拮抗性抗悪性腫瘍剤）

### 難病・希少疾病用薬剤
- フィンテプラ（ドラベ症候群・Lennox-Gastaut症候群に伴うてんかん発作治療剤）
- ビルテプソ（デュシェンヌ型筋ジストロフィー治療剤）
- ウプトラビ（肺動脈性肺高血圧症・慢性血栓塞栓性肺高血圧症治療剤）
- オプスミット（肺動脈性肺高血圧症治療剤）
- アドシルカ（肺動脈性肺高血圧症治療剤）

### プライマリー領域用薬剤
婦人科用薬剤
- モノヴァー（鉄欠乏性貧血治療剤）
- ルナベル配合錠ULD（月経困難症治療剤）
- ルナベル配合錠LD（月経困難症治療剤）

耳鼻科用薬剤
- エリザス（粉末噴霧式アレルギー性鼻炎治療剤）
- アズノールうがい液（アズレン含嗽液）
- リボスチン（アレルギー性鼻炎・結膜炎治療剤）
- セファドール（抗めまい剤）
- イソバイド（経口浸透圧利尿・メニエール病改善剤）

### その他
- ワントラム（持続性がん疼痛・慢性疼痛治療剤）
- トラマール（がん疼痛・慢性疼痛治療剤）
- レグテクト（アルコール依存症 断酒補助剤）

など

## 関連会社
- シオエ製薬株式会社
- タジマ食品工業株式会社
- 日本新薬アドバンス株式会社
- NS Pharma,Inc
- 北京艾努愛世医薬科技有限公司
- 天津艾努愛世医薬有限公司

## 事故
ドラム缶爆発事故
- 2009年11月16日 本社敷地内において廃棄溶媒の処理中にドラム缶が爆発。ドラム缶が東海道新幹線の線路を飛び越えて120ｍ先の同区唐橋西平垣の駐車場に落下、車2台を破損。2010年3月11日社員3名が、業務上過失激発物破裂の疑いで京都地方検察庁に書類送検されるも、3月26日嫌疑不十分で不起訴となる[2][3][4]。

## 社会貢献活動
1955年創部の日本新薬硬式野球部は都市対抗野球大会の常連であり、梅田邦三内野手、吹石徳一内野手、橋本健太郎投手、倉本寿彦内野手、福永裕基内野手などのプロ野球選手を輩出している。
2009年から子供向け絵本の物語と絵画を募集し「日本新薬こども文学賞」として表彰している。